# 朴正炫
朴正炫（韓語：박정현；1976年3月23日—），美國女歌手，是一位在美國洛杉磯出生的美籍韓僑。是名歌手，目前於韓國活動。有「R&B的妖精」、「Real Singer」之稱。

## 音樂作品

### 正規專輯
韓國
- 1998年：1輯《Piece》
- 1999年：2輯《A Second Helping（朝鲜语：A Second Helping）》
- 2000年：3輯《Naturally》
- 2002年：4輯《Op. 4（朝鲜语：Op. 4）》
- 2005年：5輯《On & On（朝鲜语：On & On (박정현의 음반)）》
- 2007年：6輯《Come To Where I Am（朝鲜语：Come To Where I Am）》
- 2009年：7輯《10 Ways To Say I Love You（朝鲜语：10 Ways To Say I Love You）》
- 2012年：8輯《Parallax（朝鲜语：Parallax）》
- 2019年7月18日：9輯《The Wonder》
- 2023年5月1日：10輯《The Bridge》

日本
- 2004年11月25日：1輯《Another Piece》
- 2005年5月18日：2輯《Beyond The Line》
- 2006年6月21日：3輯《Cosmorama》

台灣
- 2000年8月3日：1輯《菁華剪影(청화전영)》
- 2000年 8月28日：2輯《另一個自我(령일개자아)》
- 2000年11月28日：3輯《回歸自然(회귀자연)》
- 2002年8月15日：4輯《Op.4》
- 2005年4月13日：5輯《On & On》
- 2008年6月6日：6輯《回歸自我(회귀자아)》

### 特別專輯
- 2010年11月18日：《Special Best - Cover Me Vol.1》
- 2012年12月11日：《Gift》

### 現場專輯
韓國
- 2003年7月8日：《Op. 4 Concert Project 4th Movement: The Album》

台灣
- 2003年8月29日：《朴正炫 第四樂章 Live 精選輯》

### 其他專輯
- 2001年5月6日：《Lena Park Forever》

### 單曲
韓國
- 2006年4月24日：〈위태로운 이야기（朝鲜语：위태로운 이야기）〉
- 2006年5月10日：〈위태로운 이야기（朝鲜语：위태로운 이야기）〉 (Caramel 01)
- 2008年10月21日：No Break
- 2008年12月8日：Winter Kiss (New Ways Always) (韓國GM（朝鲜语：GM대우）企業計畫)

日本
- 2004年11月25日：Fall In Love
- 2005年5月18日：Sanctuary
- 2006年2月22日：〈すべてのものにあなたを思う〉
- 2006年3月24日：Music
- 2006年5月21日：Gold
- 2006年10月4日：〈愛のジェラシ?〉 (日本SK-2 CF)
- 2007年6月20日：〈祈り~You Raise Me Up〉

### 影視原聲帶
- 1998年：迪士尼《花木蘭》OST

　　〈自己（내 안의 나를）〉

　　〈不朽的記憶（영원까지 기억되도록）〉

　　〈Eternal Memory〉（英文）
- 2013年12月11日：《繼承者們》OST 2 - 3

　　〈用心愛你（마음으로만）〉
- 2015年5月20日：《華政》OST Part.1

　　〈在我心中的人（가슴에 사는 사람）〉

### 參與專輯
- 1999年10月5日：《傻瓜 (바보)》- 金章勳

　　〈當發現明天 (내일이 찾아 오면)〉
- 2011年9月15日：《第一次 (처음)》- 成始璄

　　〈我們曾經多麼美好 (우리 참 좋았는데)〉
- 2012年5月：《月刊尹鍾信》- 尹鍾信

　　〈到達 (도착)〉
- 2012年7月15日：《싸이6甲》- PSY

　　〈What Should Have Been〉
- 2013年：單曲《회상》 -  YB

　　〈회상〉

## 綜藝節目
- 2011年：我是歌手 第一季（榮譽畢業）
- 2011年：歡樂在一起 Ep.24
- 2012年：歡樂在一起 Ep.278
- 2012年：大國民脫口秀-你好 Ep.81、Ep.102
- 2012年：隱藏歌手 試播 朴正炫篇
- 2012年：黃金漁場 Radio Star Ep.243
- 2013年：黃金漁場 Radio Star Ep.310
- 2015年：我是歌手第三季 (韩国)（亞軍）[2][3]
- 2015年：我去上學啦 Ep.47-50
- 2015年：拜託了冰箱 Ep.34
- 2015年：黃金漁場 Radio Star Ep.410
- 2015年：Sugar Man 第一季 Ep.7
- 2016年：Vocal 戰爭：神的聲音
- 2016年：Healing Camp Ep.219
- 2016年：我獨自生活 Ep.183
- 2017年：隱秘而偉大 Ep.8（主人公）
- 2017年：Fantastic Duo 2 Ep.3-4
- 2018年：Begin Again 2 Ep.7-13
- 2019年：Begin Again 3 Ep.1-6,11-14

## 活動
- 2002年：2002年世界盃足球賽 官方歌手[4]
- 2010年：哥倫比亞大學 出演 [5]
- 2012年：2012年核安全峰會 宣傳代表 [6]

## 獎項

### 音樂節目獎項 1位
| 年份   | 獎項                                          |
| ------ | --------------------------------------------- |
| 2002年 | - 夢中（꿈에） - 8月17日 MBC 《音樂camp》 1位 |

### Mnet亞洲音樂大獎
| 年份 | 類別                 | 作品              | 成績 |
| ---- | -------------------- | ----------------- | ---- |
| 1999 | Best Female Artist   | "夢中人" (몽중인) | 提名 |
| 2002 | Best R&B Performance | "In Dreams"       | 獲獎 |
| 2005 | Best R&B Performance | "那天" (날)       | 提名 |

## 外部連結
- Munhwain Labe的官方網站
- Munhwain Label的X（前Twitter）
- Munhwain Label的Instagram帳戶
- Munhwain Label的Facebook專頁
- YouTube上的Munhwain Label頻道（英文）